# Reichenfels (Schiff, 1903)
Die Reichenfels war das Typschiff einer Serie von fünf Frachtschiffen der Deutschen Dampfschiffahrts-Gesellschaft „Hansa“ (DDG „Hansa“), die 1903/04 in den Dienst der Reederei kamen. Sie war 1903 von Wigham & Richardson in Newcastle an die DDG „Hansa“ abgeliefert worden. Die Schiffe waren eine etwas vergrößerte Ausführung der vorangehenden Liebenfels-Klasse.

1914 wurde die Reichenfels in Colombo von der Royal Navy aufgebracht.
Sie wurde, ab 1915 als Polglass Castle, als Transporter auf Seiten der Entente eingesetzt. 1921 kaufte die DDG Hansa ihr ehemaliges Schiff zurück und setzte es bis zur Weltwirtschaftskrise wieder unter seinem alten Namen ein. Das Schiff wurde ab 1933 abgebrochen.

## Geschichte des Schiffes
Seit Ende 1896 mit der Neidenfels beschaffte die DDG „Hansa“ Schiffe von über 5000 BRT und 8000 tdw für ihren Ostindien-Dienst. Für etliche der angelaufenen Häfen wurden allerdings noch kleinere Schiffe benötigt, so dass die Reederei von 1902 bis 1904 auch noch zwölf kleinere Schiffe in drei Serien für den Dienst nach Ostindien beschaffte.

Die Reichenfels war das Typschiff der ersten Serie von fünf Schiffen. Sie entstand, wie das Schwesterschiff Rabenfels bei Wigham & Richardson in Newcastle, dem Hauptneubaulieferanten der Bremer Reederei. Die drei anderen Schiffe der Serie lieferten deutsche Werften.
Die unter der Baunummer 406 entstandene Reichenfels lief am 7. September 1903 vom Stapel. Mit 122,83 m Länge über alles und 15,74 m Breite war sie 4 m länger und etwas breiter als die mit der Baunummer 405 vorangegangene
Ehrenfels der Liebenfels-Klasse. Bei gleichen Tiefgang ermöglichte eine dem Vormodell entsprechende 4-Zylinder-Vierfach-Expansionsmaschine von 2000 PSi eine Geschwindigkeit von 11 Knoten (kn). Die Reichenfels war mit 4743 BRT vermessen und hatte eine Tragfähigkeit von 7023 tdw. Im Oktober 1903 wurde das Schiff abgeliefert. Namensgeber war die Burgruine Reichenfels in Thüringen.

### Einsatzgeschichte derReichenfels
Die Reichenfels wurde auf den Linien der DDG „Hansa“ in den Mittleren Osten, nach Ostindien und Australien eingesetzt.
Die vor dem Kriegsausbruch aus Deutsch-Ostafrika ausgelaufene Königsberg versuchte, die Reichenfels an sich zu ziehen, die mit einer Kohlenladung von 6000 t auf dem Weg von Aden nach Indien befand war. Die Reichenfels empfing die Funksprüche der Königsberg nicht und lief ohne Wissen des Kriegsausbruchs weiter nach Colombo, wo sie am 5. August eintraf und beschlagnahmt wurde. Die Kohlenladung der Reichenfels hätte dem Kleinen Kreuzer sicher einen wirkungsvolleren Kreuzerkrieg ermöglicht, der im Seegebiet vor Aden mit einem geringen Bunkerbestand eingetroffen war.

1915 wurde die beschlagnahmte Reichenfels der Union-Castle Mail Steamship Co Ltd zur Verfügung gestellt und in Polglass Castle umbenannt.

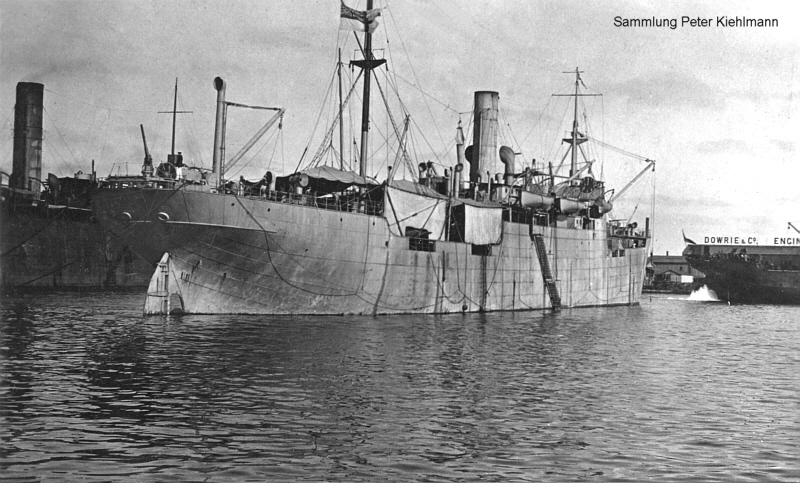
HMS Raven II ex Rabenfels

In und nahe Colombo wurden auch die Schwesterschiffe Trifels (ab 1916 Polvena) und Moltkefels (ab 1914 Kandy) aufgebracht, die dann wie die Polglass Castle auf Seiten der Entente eingesetzt wurden. Das in Port Said beschlagnahmte Schwesterschiff Rabenfels wurde zu einem Seeflugzeugträger umgebaut und als HMS Raven II und vom 16. März bis zum 10. Juni 1917 im Indischen Ozean zur Suche nach dem deutschen Hilfskreuzer Wolf (ex Wachtfels der DDG „Hansa“) eingesetzt. Sie hatte bei diesem Einsatz eine Sopwith Baby und zwei Short 184 an Bord.

Kriegsverluste der Klasse waren die 1917 durch ein deutsches U-Boot versenkte Polvena ex Trifels und die 1918 vor Hongkong gestrandete Trautenfels, die von Thailand beschlagnahmt worden war und als Yiam Samud verunglückte.
Am 6. Dezember 1921 kaufte die DDG „Hansa“ die ehemalige Reichenfels zurück und setzte sie wieder als Reichenfels zum Persischen Golf, nach Indien und Burma ein. Im Zuge der Weltwirtschaftskrise wurde das inzwischen ältere Schiff am 4. März 1930 in Bremen aufgelegt. Im Februar 1933 wurde es zum Abbruch an die Deschimag, Werk A. G. „Weser“ in Bremen verkauft und dort ab Dezember 1933 verschrottet.
Ein weiteres Schiff mit dem Namen Reichenfels nahm als Frachter am Afrikafeldzug teil und transportierte in Geleitzügen z. B. aus Genua Panzer, Geschütze und Jeeps für Rommels Armee nach Afrika. Es wurde durch die Engländer im Juni 1942 im Mittelmeer auf den Weg nach Afrika mit einer vollen Ladung Munition und Ausrüstung versenkt.

### Die Frachtschiffe derReichenfels-Klasse

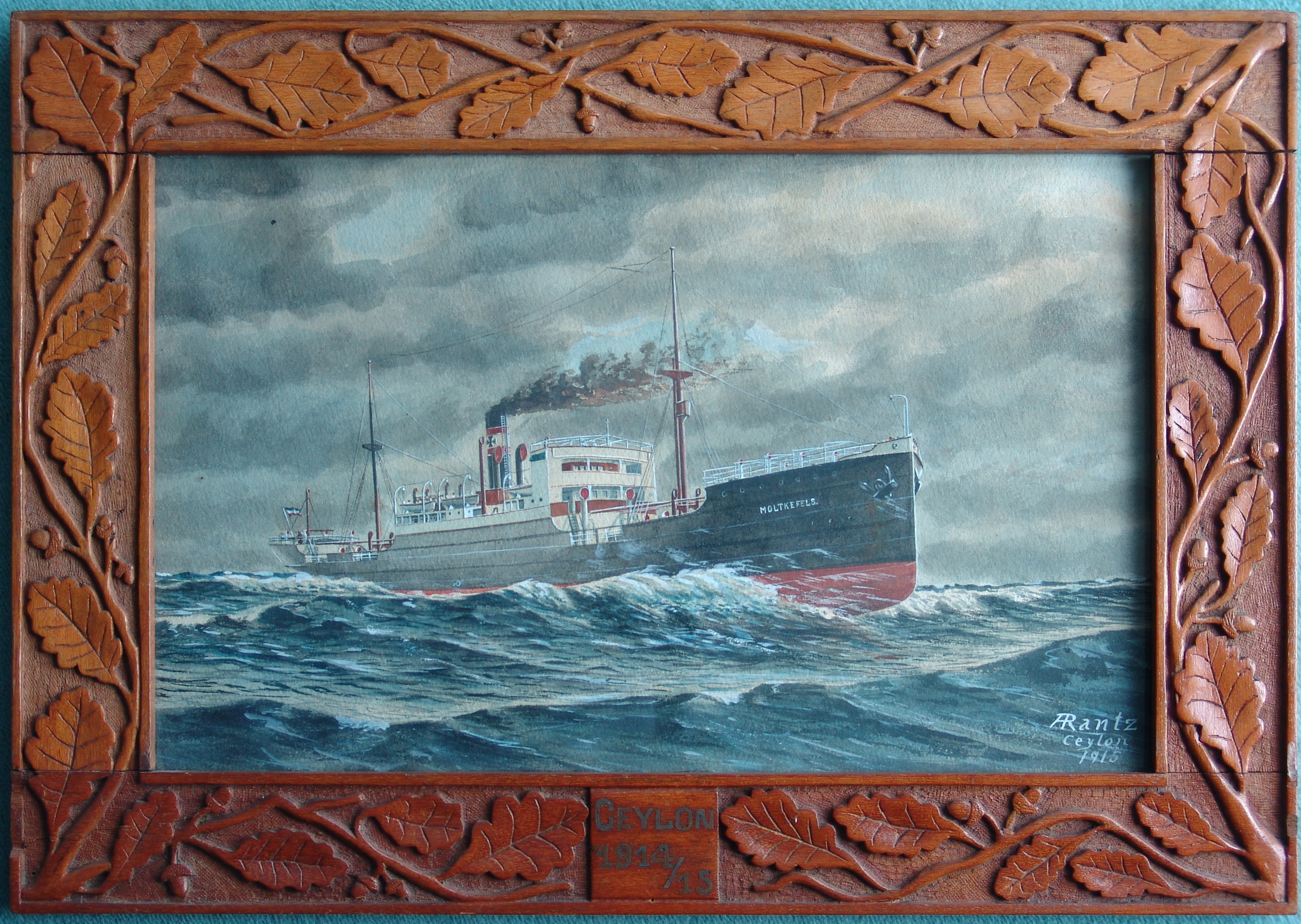
Moltkefels.
Aquarell gemalt von einem Besatzungsmitglied während britischer Kriegsgefangenschaft in Ceylon 1915.

| Name            | Bauwerft                       | BRT tdw   | Stapellauf in Dienst  | weiteres Schicksal |
| Reichenfels (1) | Wigham & Richardson BauNr. 406 | 4743 7023 | 7.09.1903 10.1903     | 1914 in Colombo beschlagnahmt: Polglass Castle, 6. Dezember 1921 Rückkauf, wieder Reichenfels, 1933 abgewrackt;                                                                                                 |
| Rabenfels (1)   | Wigham & Richardson BauNr. 407 | 4749 7164 | 5.11.1903 21.12.1903  | 1914 in Port Said beschlagnahmt, 1915 Wasserflugzeugtransporter HMS Raven II, 1918: Ravenrock, 1923 nach Japan verkauft: Heiyei Maru No. 7, Kenei Maru, 12. Januar 1945 durch amerikanische Flugzeuge versenkt; |
| Trifels (3)     | Joh. C. Tecklenborg BauNr. 195 | 4714 6880 | 5.03.1904 28.04.1904  | 1914 in Colombo interniert, 1916: Polvena, 17. Oktober 1917 nordöstlich Ouessant durch U 53 torpediert, durch UC 79 erneut torpediert und versenkt;                                                             |
| Trautenfels (1) | Flensburger SG BauNr. 237      | 4781 7100 | 5.03.1904 30.04.1904  | 1914 in Bangkok interniert, Juli 1917 beschlagnahmt: Yiam Samud, April 1918 vor Hongkong gestrandet, Totalverlust;                                                                                              |
| Moltkefels (1)  | Flensburger SG BauNr. 240      | 5015 7710 | 23.07.1904 25.08.1904 | 1914 vor Colombo aufgebracht: Kandy, 1921 nach Griechenland verkauft: Vasilevusa, 1927: Kaloudo, 1934 Abbruch;                                                                                                  |